# Hemipenthes floridanus
Hemipenthes floridanus är en tvåvingeart som först beskrevs av Macquart 1850.  Hemipenthes floridanus ingår i släktet Hemipenthes och familjen svävflugor. Inga underarter finns listade i Catalogue of Life.